# Instituto de Aviação Civil de Moçambique
O Instituto de Aviação Civil de Moçambique (IACM) é o órgão regulador da aviação civil em Moçambique. Criado por meio da lei 21/09, de 28 de Setembro de 2009, o IACM é uma entidade de direito público dotada de autonomia administrativa financeira e funcional, sob tutela do Ministro que superintende a área da aviação civil.

## Atribuições
Compete ao IACM administrar a aviação civil em conformidade com as leis moçambicanas e as disposições da Convenção sobre a Aviação Civil Internacional e seus respectivos anexos, bem como de acordo com as convenções, acordos, tratados e protocolos de que a República de Moçambique for parte.
O IACM também exerce funções de regulação, supervisão, fiscalização e inspeção às actividades do âmbito de aviação civil, bem como sanciona os comportamentos contrários à lei. As competências do IACM incidem essencialmente nas àreas de:
- Pessoal aeronáutico e para-aeronáutico
- Equipamento e material de voo
- Operação de voo
- Transporte e Trabalho Aéreo
- Infra-estruturas aeroportuárias e de apoio à navegação aérea
- Estruturação e Gestão do espaço aéreo
- Organizações de manutenção de aeronaves
- Instituições de formação de pessoal aeronáutico e para-aeronáutico.

## História
O desenvolvimento histórico da aviação civil tem seu início com a publicação, em 1931, da primeira legislação referente à área (diploma legislativo nº0315, de 22 de Agosto de 1931), bem como com a criação, em 1936, da Direcção de Exploração de Transportes Aéreos (DETA) - ainda no período em que Moçambique era colônia portuguesa. Paralelamente, estabeleceu-se, em 1954, os serviços da Aeronáutica Civil (SAC) como autoridade ligada ao sector.
Como país, a Independência Nacional trouxe um marco e novas etapas de desenvolvimento do sector, sendo de realçar em termos institucionais:
- De 1983 até 2001, a Secretaria de Estado da Aeronáutica Civil e a Direcção Nacional da Aviação Civil;
- De 2001 até 2003, a Direcção Nacional da Aviação Civil, com a implantação do IACM em 2001, através da aprovação do Decreto 41/2011, de 11 de Dezembro.